# Алтынтобе (Ордабасинский район)
Алтынтобе (каз. Алтынтөбе) — упразднённое село в Ордабасинском районе Туркестанской области Казахстана. В 2014 году включено в состав города Шымкент и исключено из учетных данных. Входило в состав Бадамского сельского округа. Код КАТО — 514633200.

## Население
В 1999 году население села составляло 808 человек (394 мужчины и 414 женщин). По данным переписи 2009 года, в селе проживало 998 человек (495 мужчин и 503 женщины).